# Piramidismo

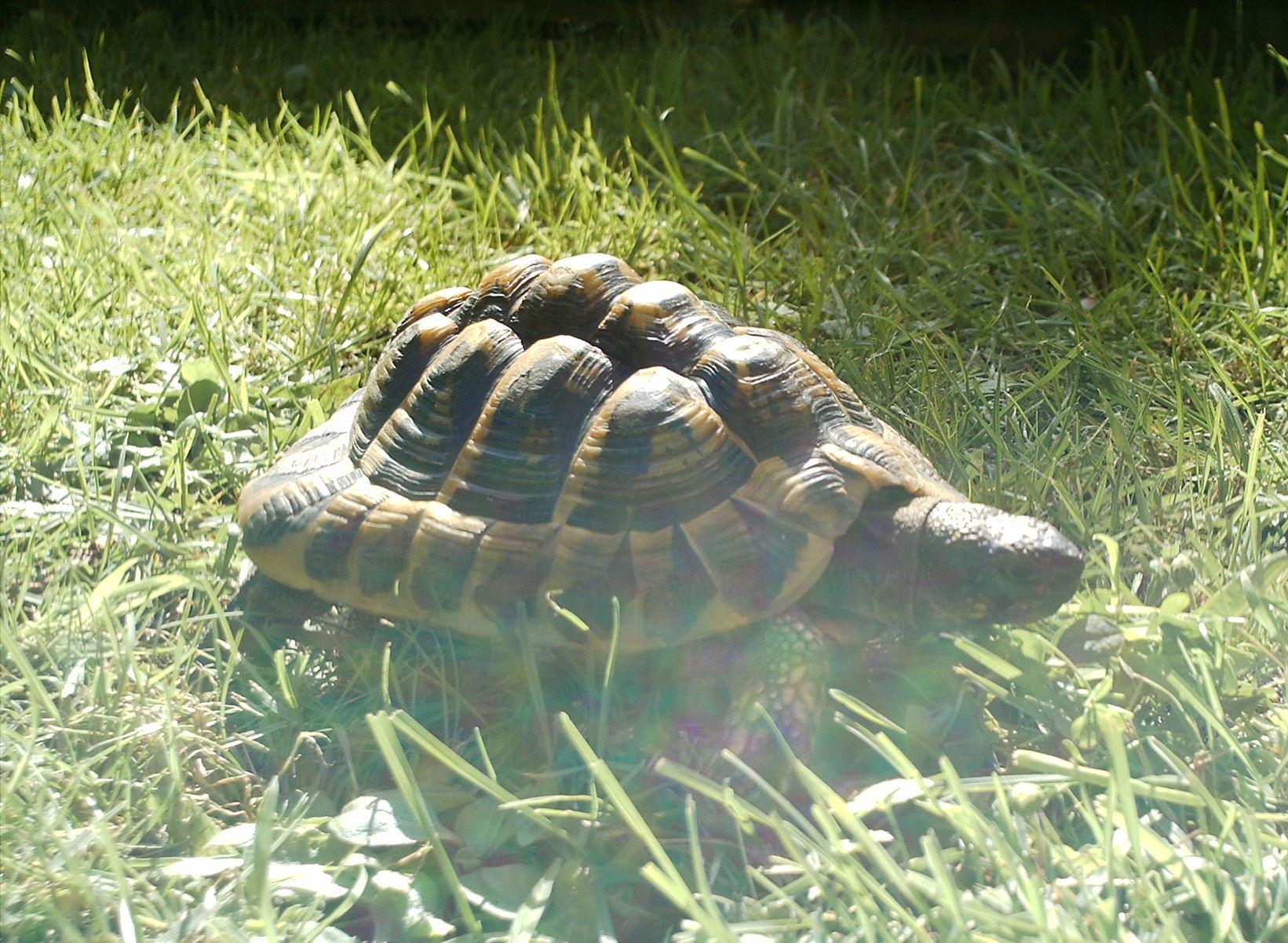
Severo piramidismo en tortuga mediterránea (Testudo hermanni). En el que se aprecia el anormal y deforme crecimiento de los escudos y el faldón.

El piramidismo es una enfermedad metabólica ósea que afecta al caparazón de las tortugas terrestres, de forma que crea un crecimiento deforme y anormal en las placas del espaldar, al que se le asocia una normalmente una forma piramidal. 
Esta enfermedad dificulta la labor respiratoria así como la labor reproductiva ya que al deformarse el caparazón se disminuye el espacio para los órganos internos así como para albergar y poner los huevos, en estos casos esta enfermedad ha imposibilitado la puesta de huevos y en estos casos el animal muere al no poder expulsar los huevos de su cuerpo. Esta enfermedad es exclusiva de tortugas criadas en cautividad. En la mayor parte de los casos, en la que el organismo es pobre en calcio la densidad ósea disminuye considerablemente y los huesos se vuelven fáciles de deshacer. Esta enfermedad, si se desarrolla acaba dejando sin movilidad a las tortugas ya que la estructura vertebral de estos animales está fusionada con las placas vertebrales del espaldar y también lleva a problemas en las uñas y artritis.

## Causas
Las causas que se relacionan más estrechamente con el piramidismo son la combinación de factores así como la falta de exposición a rayos solares y UVB, siendo el piramidismo señal de errores en el cuidado de estos animales. Es esencial que estos animales se expongan a esta clase de rayos para así poder asimilar el calcio y la vitamina D que obtienen a través de su dieta. Obviamente una dieta pobre de estos nutrientes es un gran desencadenante. Asimismo desequilibrios en la dieta como de fósforo y calcio también pueden producir piramidismo. Otros desequilibrios en la dieta se producen por el clásico error de alimentar a las tortugas a base de pienso y otras dietas con excesos de proteína, cuando estas no la toleran. Un alimento recomendado son los berros, ya que tienen una gran cantidad de calcio respecto a fósforo, pero debe usarse solo como complemento, se debe variar su dieta entre diversos alimentos. A la hora de alimentar la mayoría de las especies, tampoco les debemos dar fruta, debido a la gran cantidad de azúcares y poca cantidad de fibra que contienen, aunque esto no es así para todas las especies, una excepción es la tortuga marrocoy, a la que debemos alimentar mayoritariamente con fruta. Otros desencadenantes pueden ser excesos en la dieta (sobrealimentación),  enfermedades hepáticas y falta de movimiento, aunque hay también cantidad de casos que se asocian por excesos de humedad en el ambiente relativa a la especie.

## Tratamiento
Esta enfermedad no se puede curar, ya que el caparazón no puede regresar a su forma original, pero se puede mejorar si el animal todavía no tiene excesivamente deformado el caparazón y se compensan las causas de la enfermedad con los años al ir mudando las placas, por supuesto, ya que se trata de una enfermedad que puede acabar con la vida del animal, el tratamiento se hace con junto a una vigilancia exhaustiva por parte de un veterinario.

## Confusiones.

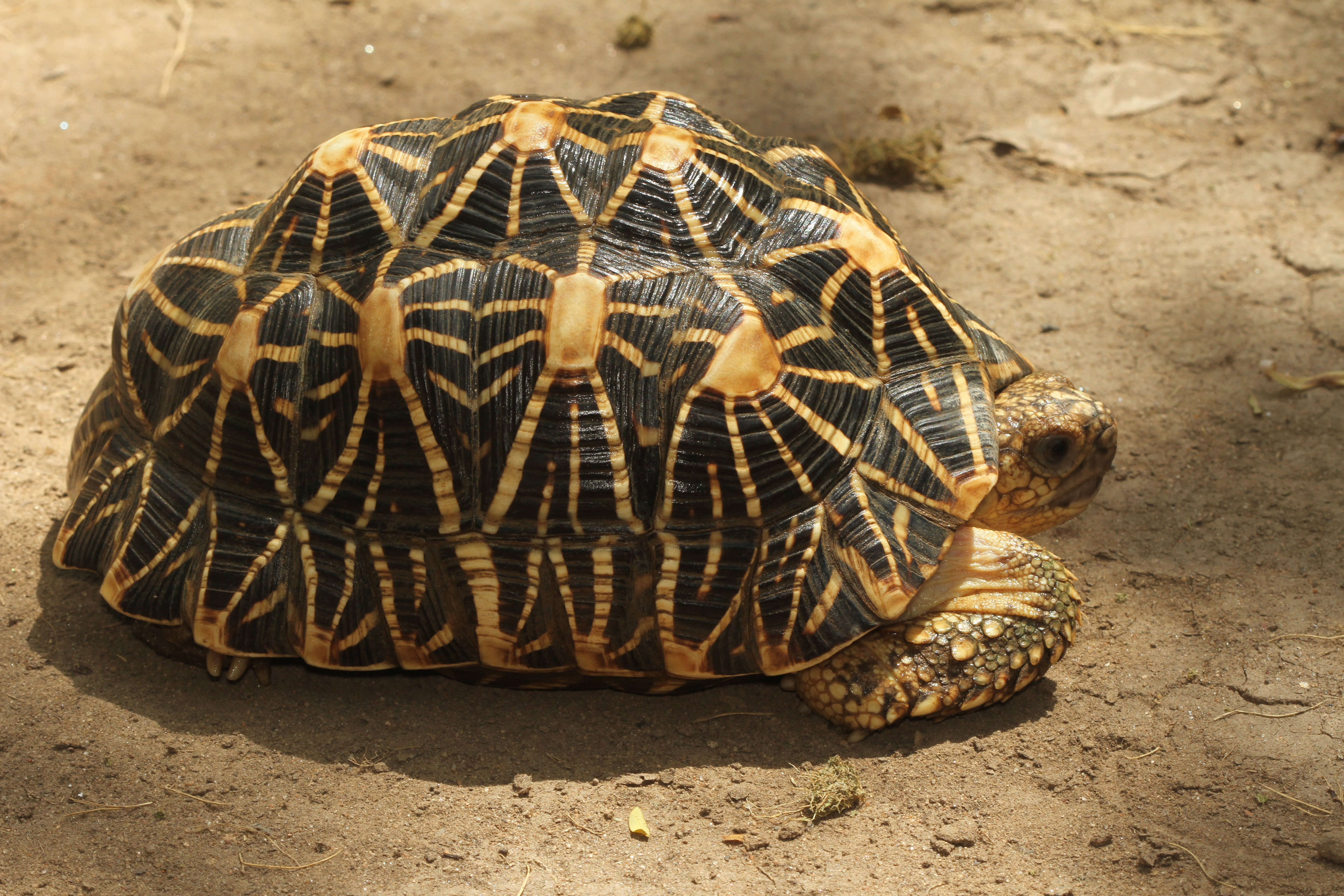
Geochelone elegans

No confundir con los rasgos del caparazón de algunas tortugas como Geochelone elegans o Astrochelys radiata que son naturalmente piramidales, pero no deformes. Resulta que son rasgos que desarrollan originalmente en estas especies.